# سوورامونته
سوورامونته (به ایتالیایی: Sovramonte) یک کومونه در ایتالیا است که در استان بلونو واقع شده‌است. سوورامونته ۵۰٫۸ کیلومتر مربع مساحت و ۱٬۶۵۹ نفر جمعیت دارد و ۶۰۰ متر بالاتر از سطح دریا واقع شده‌است.